# SubTropolis
СабТрополіс (англ. SubTropolis)- бізнес-комплекс в м. Канзас-Сіті (штат Міссурі, США).
Бізнес-комплекс було розроблено та втілено в життя «Середньозахідною будівельною компанією Ханта» (Hunt Midwest Real Estate Development, Inc.). Хант Ламар відомий як колишній власник Канзас-Сіті Чіфс (професійна команда з американського футболу, член Національної футбольної ліги США).
Назва «Найбільший у світі підземний бізнес-комплекс» стала торговою маркою.
SubTropolic розташовується у вапняковій шахті Бесені Фолс, на глибині 49 м (160 футів). По суті це штучна печера площею 5 109 667 квадратних метрів (55 000 000 квадратних футів), що знаходиться в прямовисних горних схилах над р. Місурі. Печера утворилася внаслідок роботи шахти за камерно-стовповою системою розробки вапняку. Видобуток постійно продовжується, тож територія сховища стало зростає приблизно на 13 тис. квадратних метрів на рік.
Під землею прокладена сітка тунелів майже 5 метрів (16 футів) заввишки. Тунелі розділяються колонами з вапняку (ширина — 7,6 м (25 футів)).
Комплекс має майже 11 км (7 миль) освітлених автомобільних доріг та кілька миль залізничного шляху.
У шахті природним шляхом цілий рік тримається постійна температура 18-21 °C та постійна низька вологість.
З економічної точки зору SubTropolic є зоною зовнішньої торгівлі, де можуть утримуватись імпортні товари. Особливі митні пільги дозволяють власникам таких товарів зекономити чималі кошти. Бізнес-комплекс розташований зовсім недалеко від центра міста і лише в 20 хвилинах їзди від міжнародного аеропорту.
Все це надає багато можливостей для використання приміщень як складських площ для зберігання товарів, продуктів харчування, а також продуктів та речей, що потребують постійної температури та вологості. Здаються в оренду морозильні камери. Також тут розташовуються дата-центри (SubTropolis Technology Center) та офіси.
Клієнтами Sub Tropolic є такі організації, як Управління з охорони навколишнього середовища та Поштова служба США. Остання, зокрема, використовує займані приміщення для роботи з колекційними марками.
Здавати приміщення в оренду Хант розпочав ще у 1960-ті роки, а в 1970-х попит на такі приміщення значно підвищився: вдарила енергетична криза, а приміщення під землею потребують в набагато менше енергії (природна постійна температура та сухість).
З північного краю бізнес-комплексу Хант створив парк розваг «Світи задоволення» та аквапарк «Океани задоволення».
Завдяки тому, що камерно-стовпова система розробки вапняку широко використовується по всьому Середньому Заходу США, шахтарі вже створили мільйони квадратних метрів потенційно корисних площ під землею. Багато компаній шукають та знаходять шляхи до їх використання: від вирощування грибів до зберігання сирої нафти.